# Sunbelt

De Sunbelt in het rood

De Sunbelt ('zonnegordel') is een gebied dat het gehele zuiden van de Verenigde Staten beslaat. In de jaren zestig vestigden zich veel mensen in de Sunbelt. Ook veel bedrijven die in de lichte industrie en de dienstsector zaten, vestigden zich in de Sunbelt. Dit soort bedrijven gebruikten weinig tot geen grondstoffen, dus konden ze zich overal vestigen ("Footloose"). In de Sunbelt wordt veel aardolie en aardgas gewonnen. Dit heeft geleid tot een zeer omvangrijke petrochemische industrie, vooral aan de golf van Mexico en Californië. Behalve de aanwezigheid van grondstoffen is het klimaat er ook aangenamer en de verkeersverbindingen zijn goed door de liggingen aan de zee.